# Geiselbach
Geiselbach è un comune tedesco di 2 126 abitanti, situato nel land della Baviera.